# Божидар Здравков
Божидар Антонов Здравков е български политик, кмет на Пловдив.

## Биография
Здравков е роден в попадналия след Берлинския договор в Сърбия Пирот на 30 януари 1884 г. Баща му Андон е бояджия, председател на бояджийския еснаф в града. По време на Сръбско-българската война баща му бяга на българска страна, заради което след края на войната семейството му за известно време е интернирано в Чачак. По-късно Андон Здравков се завръща в Пирот. Божидар Здравков завършва гимназия в Ниш.
От 1904 до 1907 г. Здравков следва право в Софийския университет. След скандала с освиркването на цар Фердинанд през 1907 г. и закриването на университета, Здравков заминава да учи в Загребския университет, в който завършва право в 1909 г. Връща се в България и работи като съдия в Ямбол и Сливен. По време на Балканската и Междусъюзническата война е офицерски кандидат и подпоручик в 25 Драгомански полк.
От 1914 г. живее в Пловдив, където е заместник-прокурор. Между 1918 и 1932 г. работи като адвокат, като междувременно се включва в дейността на местната организация на Демократическата партия.
Като подпредседател на Демократическата партия в Пловдив през 1932 г. избран за кмет на града. На този пост остава до 1935 г. От 1936 до 1939 година отново е кмет на Пловдив. Здравков има големи заслуги за модернизацията на града и утвърждаването на международния мострен панаир. През времето на неговото управление в града се осъществяват редица благоустройствени мероприятия. Активно участва и в културния живот на града.
Умира на 25 септември 1959 г. в Пловдив.
Личният му архив се съхранява във фонд 1026К в Държавен архив – Пловдив. Той се състои от 171 архивни единици от периода 1899 – 1994 г.

## Памет
На негово име е наречена улица „Божидар Здравков“ в Пловдив.